# Yener Karahanoğlu
Yener Karahanoğlu (* 1946 in Erzurum, Provinz Erzurum) ist ein ehemaliger türkischer Admiral, der zuletzt von 2005 bis 2007 Oberkommandierender der Marine (Türk Deniz Kuvvetleri) war.

## Leben
Nach dem Schulbesuch trat Karahanoğlu in die Marineschule (Deniz Harp Okulu) ein und schloss diese 1966 als Unterleutnant zur See ab. Im Anschluss fand er Verwendungen in verschiedenen Marineeinheiten und wurde schließlich 1976 Offizier und Schiffskommandant im Flottenkommando, ehe er 1978 als Offiziershörer in die Marineakademie (Deniz Harp Akademisi) eintrat. Nach deren Beendigung wurde er zunächst Stabsoffizier und war anschließend erst Nachrichten- und Kommunikationsoffizier sowie Erster Offizier auf dem Schiff TCG Tınaztepe. Nach einer darauf folgenden Verwendung als Kommandant des Schiffes TCG Yarhisar (P-113) wurde er Offizier für Generalstabsaufgaben und Nachrichtenverbindungsoffizier im Oberkommando der Marine, ehe er Erster Offizier des Schiffes TCG Kılıçalipaşa wurde. Nachdem er Operationsoffizier in der Abteilung Operation und Ausbildung des Flottenkommandos war, wurde er Operationsoffizier in der Kontrollabteilung des Oberkommandos der Marine sowie anschließend Kommodore der 1. Zerstörerflottille (Muhrip Filotilla).
1990 erfolgte seine Beförderung zum Flottillenadmiral und die Ernennung zum stellvertretenden Leiter der Ausbildungsabteilung im Oberkommando der Marine sowie danach zum Kommandanten der Landungstruppen (Çıkarma Gemileri Komutanlığı). 1994 wurde Karahanoğlu zum Konteradmiral befördert und zum Leiter der Logistikabteilung im Oberkommando der Marine ernannt, ehe er danach stellvertretender Oberbefehlshaber im Flottenkommando.
Nachdem er 1998 zum Vizeadmiral befördert worden war, übernahm er die Funktion des Leiters der Kontroll- und Evaluierungsabteilung im Oberkommando der Marine sowie danach des Chefs des Stabes des Marinekommandos Süd (Güney Deniz Saha Komutanlığı) in Izmir, zu dem die Amphibienfahrzeugverbände in Foça, das Wartungs- und Ingenieurkommando Izmir, das Regionalkommando Mittelmeer sowie die Marinestützpunkte İskenderun und Aksaz gehören.
Nach seiner Beförderung zum Admiral wurde Karahanoğlu am 30. August 2003 Oberbefehlshaber des Flottenkommandos (Donanma Komutanlığı), zu dem unter anderem die Minenleger-, U-Boot-, Sturmboot-, Minenabwehrfahrzeug-, Logistikunterstützungs- und Marinefliegerverbände gehören.
Knapp zwei Jahre später wurde er schließlich als Nachfolger von Özden Örnek am 26. August 2005 Oberkommandierender der Marine. Diese Funktion bekleidete er ebenfalls fast zwei Jahre bis zu seiner Ablösung am 24. August 2007 durch Metin Ataç, der ihm zuvor bereits als Oberbefehlshaber des Flottenkommandos gefolgt war.